# De reiskameraad

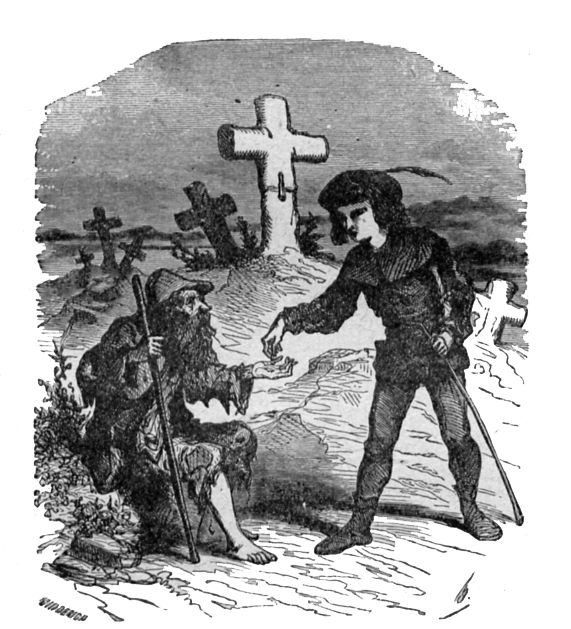
Johannes geeft de bedelaar bij het eind van het kerkhof zijn kleingeld

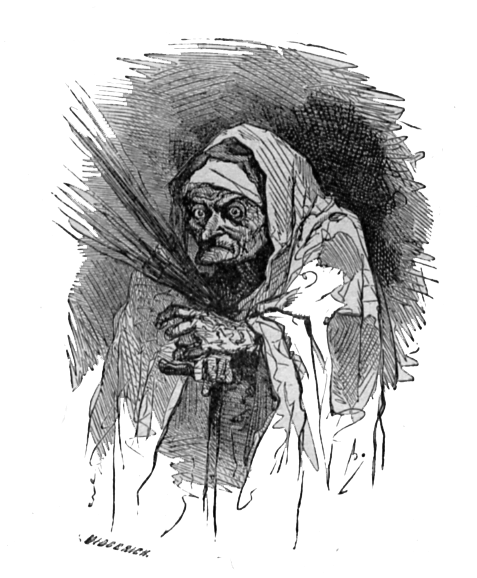
De oude vrouw met de drie bezems

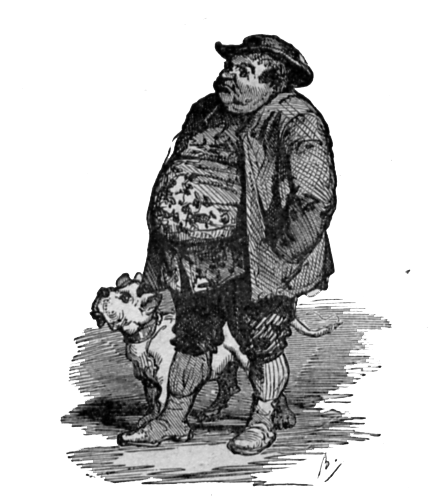
De slager en zijn hond

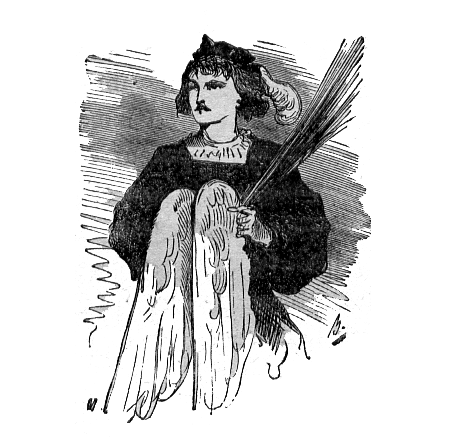
De bezems en de vleugels van de zwaan

De reiskameraad is een sprookje van Hans Christian Andersen, het verscheen in 1835.

## Het verhaal
De vader van Johannes sterft en laat Onze Lieve Heer op zijn zoon passen. Johannes huilt en ligt op zijn knieën bij het bed, hij kust de hand van zijn dode vader. Hij valt in slaap en droomt, zon en maan buigen voor hem. Zijn vader is weer gezond en een lieftallig meisje met gouden kroon reikt Johannes de hand. Zij is de mooiste bruid op de hele wereld. Johannes wordt wakker en de week erna wordt vader begraven. Johannes loopt achter de kist en ziet hem in de grond verdwijnen. Johannes neemt zich voor een goed mens te zijn, hij zal dan bij zijn vader in de hemel komen. Hij glimlacht, terwijl de tranen nog over de wangen lopen. Vogels zingen en Johannes snijdt een houten kruis voor op het graf. 's Avonds brengt hij het naar het graf, dat met zand en bloemen is versierd door anderen. 
De volgende dag pakt Johannes zijn erfdeel, vijftig rijksdaalders en wat kleingeld. Hij gaat nog eenmaal naar het kerkhof en bidt het Onzevader bij het graf. Hij kijkt nog om naar de kerk waar hij is gedoopt. Hoog in een van de torengaten staat het kerkkaboutertje. Johannes ziet hem met zijn rode puntmuts zwaaien, de kabouter werpt hem vele kushandjes toe. Hij toont zo hoeveel geluk hij hem toewenst op zijn reis. Johannes trekt ver de wereld in en moet de eerste nacht buiten in het hooi slapen. Hij wordt wakker van luidende kerkklokken en hij sluit zich bij de mensen aan. Hij luistert naar de preek en zingt een lied, op het kerkhof zijn veel graven. Hij maakt het netjes en denkt dat iemand anders misschien hetzelfde doet bij het graf van zijn vader.
Een oude bedelaar leunt op zijn kruk bij de uitgang van het kerkhof. Johannes geeft hem het kleingeld en trekt verder. Het wordt vreselijk weer en Johannes komt bij een kerkje op een heuvel. Hij gaat naar binnen en rust uit in een hoekje. Hij wordt middernacht wakker en de maan schijnt door de ruiten. Midden op de vloer staat een open doodskist met een dode erin. Johannes heeft een zuiver geweten en is niet bang, kwaad kun je alleen verwachten van levende mensen. Twee mensen hebben nog geld van de dode tegoed en zij willen hem uit de kerk gooien als wraak. Johannes biedt zijn vijftig rijksdaalders als ze beloven de dode met rust te laten. Hij is gezond en rekent op hulp van Onze Lieve Heer, dus hij kan het geld wel missen. De twee mannen lachen Johannes uit en gaan er met het geld vandoor. Johannes legt het lijk weer netjes in de kist en loopt verder door het grote bos.
Hij ziet elfjes spelen in het maanlicht. Ze laten zich niet door hem storen, omdat hij een goede ziel heeft. De lange blonde haren zijn bij enkele elfjes opgestoken met een gouden kam. De elfjes zingen en zijn vrolijk. Johannes herkent een liedje dat hij als kleine jongen heeft geleerd. Spinnen maken hangbruggen en paleizen voor de elfjes, alles glinstert als de dauw er op valt. Als de zon opkomt, kruipen de elfjes in de bloemknoppen. Johannes komt het bos uit en een vreemdeling vraagt of hij samen met hem wil verdergaan. De vreemdeling is wijzer en zit vol verhalen, de mannen raken op elkaar gesteld. Een oude vrouw leunt op een kruk en heeft een takkenbos op haar rug, onder haar schort draagt ze drie bezems van varens en wilgentakken. De vrouw breekt haar been en Johannes wil haar naar haar huis dragen, maar de vreemdeling pakt een potje uit zijn ransel en smeert het been in met zalf.
Als ruil wil de man de drie bezems van de vrouw, haar been is genezen en ze betaalt dit graag. Ze loopt beter dan voorheen. De twee reisgezellen lopen richting de bergen en overnachten in een herberg. In de gelagkamer zijn mensen bijeen voor een poppenkast. Het spel gaat over een koningspaar met gouden kroontjes. Er zijn veel poppen in hun kamer en die doen de deuren open en dicht, om de lucht fris te houden. Dan pakt de grote bullenbijter van de slager de koningin te pakken en breekt haar. De vreemdeling smeert haar in met de zalf, waarna ze zelfstandig de ledematen kan bewegen en kan dansen. De andere poppen willen ook graag worden ingesmeerd en de koningin biedt haar kroon aan aan de poppenspeler om haar hofhouding te helpen. De poppenspeler krijgt medelijden en biedt de vreemdeling de opbrengst van de voorstelling aan, als hij vier of vijf poppen insmeert. De vreemdeling wil de sabel van de poppenspeler en smeert dan zes poppen in. De poppen dansen voor de poppenkast en alle gasten dansen mee, ook de pook en de vuurtang. 
De volgende ochtend vertrekken Johannes en zijn reisgezel, ze klimmen door de pijnbossen en kerktorens lijken rode bessen in het groen. Een jager blaast op zijn hoorn en een grote witte zwaan vliegt over en zingt zoals ze nog nooit hebben horen zingen. De zwaan buigt zijn kop en daalt langzaam voor hun voeten, waar het dier dood blijft liggen. De vreemdeling hakt met één slag beide vleugels af met de sabel. Ze komen bij een stad met een marmeren slot met een dak van rood goud. In de herberg voor de stad worden de reisgezellen gewaarschuwd voor de boze prinses. Ze is mooi, maar gelijk een kwade heks. Iedere man mag naar haar hand dingen, hij moet driemaal raden waar zij aan denkt. Als dit niet lukt, worden de mannen onthoofd of opgehangen. Er zijn al vele prinsen dood, maar toch blijven kandidaten komen. De oude koning vindt het verschrikkelijk en bidt met zijn soldaten dat zijn dochter haar leven beteren zal. 
De prinses komt voorbij met naast haar op pikzwarte paarden twaalf schone jonkvrouwen in witte zijden jurken met gouden tulpen in de hand. De prinses zit zelf op een sneeuwwit paard en haar zweep lijkt een zonnestraal. Haar mantel is vervaardigd uit meer dan duizend vlindervleugeltjes en Johannes herkent het meisje uit de droom van de nacht dat zijn vader stierf. Hij vergeet dat ze een boze heks is en gaat meteen naar het slot. De koning ontvangt hem in zijn kamerjas en geborduurde pantoffels. Hij heeft een scepter in de ene hand en in de andere een gouden appel. Hij raadt Johannes af om naar de hand van zijn dochter te dingen, in elke boom hangen al drie prinsen die de raadsels van de prinses niet konden oplossen. 
De prinses komt met haar dames en Johannes vindt haar een schone fee. Pages presenteren lekkers en pepernoten. De volgende dag moet Johannes terugkomen om het raadsel op te lossen, rechters en de hele raad zullen aanwezig zijn. Johannes vertelt zijn vriend in de herberg over de gebeurtenissen en die begint te huilen, hij wil zijn vriend niet missen. Het theater wordt gesloten en op de markt worden rouwbandjes om de suikervarkentjes gedaan. De koning en dominee knielen in de kerk. De reiskameraad van Johannes maakt punch en hiervan wordt Johannes erg slaperig. De reiskameraad pakt de zwanenvleugels en neemt een grote bezem mee als hij naar het slot vliegt. Als de klok twaalf slaat, vliegt de prinses met lange zwarte vleugels naar een grote berg. De reisgezel achtervolgt haar en de prinses wordt met de bezem geslagen, ze denkt dat het hagelt. 
De berg gaat open en de prinses gaat naar binnen, ze ziet haar onzichtbare achtervolger niet. Meer dan duizend gloeiende spinnen lopen langs de muur en geven licht. De prinses en haar achtervolger komen in een zaal van zilver en goud, het is er erg vreemd. In het midden staat een troon van melkwit glas op een onderstel van vier paardenskeletten. Op de troon zit een oude trol met een kroon op zijn kop en scepter in zijn hand. Hij kust de prinses op haar voorhoofd en de muziek begint. Kabouters dansen met een dwaallichtje op hun hoofd door de zaal. De hofhouding komt binnen, het zijn bezemstelen met rodekolen erop. De trol heeft hen leven ingeblazen, ze dienen als versiering. De prinses vraagt de trol welk raadsel ze de nieuwe kandidaat zal opgeven. De trol zegt dat ze moet laten raden naar haar ene schoen, hij wil de ogen van de kandidaat opeten.
De trol doet de berg open en de prinses vliegt naar huis. Opnieuw wordt ze afgeranseld door de onzichtbare reiskameraad van Johannes en ze zucht diep over de zware hagelbui. De volgende ochtend vertelt de reiskameraad over een droom en hij zegt dat Johannes mot vragen of de prinses soms aan haar schoen had gedacht. De mannen nemen afscheid en Johannes gaat naar het slot. De oude koning droogt zijn tranen met een witte zakdoek. De prinses schrikt als Johannes haar raadsel blijkt op te lossen en de mensen klappen in hun handen. Johannes dankt de goede God die hem de beide volgende keren ook wel zal helpen. De volgende avond volgt de reisgezel de prinses opnieuw naar de berg, hij heeft nu twee bezems meegenomen en ranselt de prinses nog erger af tijdens de vlucht. Johanns raadt opnieuw wat de prinses had bedacht, waarna ze niet meer wil spreken. 
De volgende nacht bevestigt de reisgezel de vleugels op zijn rug, bindt de sabel aan zijn zijde en neemt alle bezems mee. Het stormt en bliksemt en de donder rommelt de hele nacht. De prinses wordt tijdens de vlucht zo afgeranseld, dat bloed op de grond valt. Uitgeput komt ze aan en vertelt de trol wat er is gebeurd. Als Johannes een derde maal het goede antwoord geeft, kan ze niet langer toverkunsten maken. De trol verwacht niet dat Johannes een grotere tovenaar is dan hij en hij danst met de prinses en alle kaboutertjes en dwaallichtjes. De trol gaat met de prinses mee en beide worden afgeranseld. Buiten het slot neemt hij afscheid en zegt dat de prinses aan zijn hoofd moet denken. De reisgezel slaat, zonder dat de prinses dit merkt, het hoofd van de trol af met zijn sabel en spoelt dit af. Hij bindt het in zijn zijden zakdoek en neemt het mee naar de herberg. 
De volgende ochtend krijgt Johannes de zakdoek en hij mag hem pas openmaken als de prinses om het antwoord vraagt. De prinses draagt een zwarte jurk, alsof zij naar een begrafenis moet. De mensen schrikken als ze het trollenhoofd zien en de prinses geeft Johannes haar hand. Die avond zal de bruiloft worden gevierd en er gaat een parade door de straten. De rouwfloersen worden van de suikervarkentjes gehaald, het is feest. Drie gebraden ossen worden gevuld en ieder mag er een stuk van afsnijden. In de fonteinen sproeit wijn en 's avonds wordt de stad verlicht. Johannes krijgt van zijn reiskameraad drie veren uit de zwanenvleugels en een flesje met wat druppels. Hij moet naast het bruidsbed een teil met water laten plaatsen en hij moet de prinses hier in duwen. Ze moet driemaal ondergedompeld worden, nadat hij de veren en druppels in het water heeft gedaan.
Johannes doet dit en de prinses wordt bevrijd van haar betovering. Ze schreeuwt als een speenvarken en spartelt als een pikzwarte zwaan. Als ze voor de tweede maal boven komt, is de zwaan wit met een zwarte ring om haar hals. Na de derde onderdompeling verandert ze in de mooiste prinses ter wereld. Ze bedankt Johannes uit het diepst van haar ziel en de volgende dag komt de koning met zijn hofhouding om felicitaties over te brengen. De reisgezel komt ook met zijn stok in zijn hand en ransel op zijn rug. Johannes wil niet dat hij vertrekt, hij heeft zijn geluk aan hem te danken. De reisgezel zegt dat zijn tijd om is, hij heeft zijn schuld afbetaald. Hij zegt de dode te zijn, die door Johannes rust in zijn graf gekregen heeft. De bruiloftsfeesten duren een hele maand en Johannes en de prinses houden veel van elkaar. De oude koning laat zijn kleinkinderen paardje spelen op zijn knie. Ze mogen ook met zijn scepter spelen en Johannes is koning over het hele rijk.